# Nazarethkirche
Nazarethkirche ist ein Name, den vor allem evangelische Kirchen tragen. Der Name wurde in Deutschland wohl erstmals 1835 auf Empfehlung des preußischen Königs Friedrich Wilhelm III. vergeben, als im Berliner Stadtteil Wedding von der Gemeinde St. Sophien aus die von Karl Friedrich Schinkel entworfene Nazarethkirche eröffnet wurde. Diese erhielt durch den Bau der Neuen Nazarethkirche (Eröffnung 1893) den Zusatz Alte Nazarethkirche.

## Liste von Nazarethkirchen
Deutschland
- Alte Nazarethkirche im Berliner Stadtteil Wedding (1835, auf Vorschlag des preußischen Königs Friedrich Wilhelm III.)
- Neue Nazarethkirche im Berliner Stadtteil Wedding (1893, als Neubau der zu klein gewordenen Alten Nazarethkirche)
- Nazarethkirche (Dresden) in Stadtteil Seidnitz (1953, im Zuge der Selbständigkeit der Seidnitzer Kirchengemeinde)
- Nazarethkirche (Frankfurt-Eckenheim) im Frankfurter Stadtteil Eckenheim (1863)
- Nazarethkirche (Hannover) in Hannover-Südstadt (1907, auf Vorschlag von Pastor Karl Uhden)
- Nazarethkirche (München) im Stadtteil Bogenhausen (1961, auf Empfehlung des neuen Pfarrers, der zuvor an der Dresdner Nazarethkirche tätig war)
- Nazarethkirche in Twist (1954)

Dänemark
- Nazarethkirche (Ryslinge) in Ryslinge Sogn auf der Insel Fünen, Dänemark (1866)
- Nazarethkirche (Kopenhagen) im Stadtteil Østerbro (1902–1904)